# PAPLN
La papilina es una proteína que en los seres humanos está codificada por el gen PAPLN. La papilina es una glicoproteína de la matriz extracelular.

## Información adicional
- Rose JE, Behm FM, Drgon T, et al. (2010). «Personalized smoking cessation: interactions between nicotine dose, dependence and quit-success genotype score.». Mol. Med. 16 (7–8): 247-53. PMC 2896464. PMID 20379614. doi:10.2119/molmed.2009.00159.
- Clark HF, Gurney AL, Abaya E, et al. (2003). «The secreted protein discovery initiative (SPDI), a large-scale effort to identify novel human secreted and transmembrane proteins: a bioinformatics assessment». Genome Res. 13 (10): 2265-70. PMC 403697. PMID 12975309. doi:10.1101/gr.1293003.
- Laje G, Allen AS, Akula N, et al. (2009). «Genome-wide association study of suicidal ideation emerging during citalopram treatment of depressed outpatients». Pharmacogenet. Genomics 19 (9): 666-74. PMC 2819190. PMID 19724244. doi:10.1097/FPC.0b013e32832e4bcd.
- Kimura K, Wakamatsu A, Suzuki Y, et al. (2006). «Diversification of transcriptional modulation: large-scale identification and characterization of putative alternative promoters of human genes». Genome Res. 16 (1): 55-65. PMC 1356129. PMID 16344560. doi:10.1101/gr.4039406.

- Datos: Q18048142